# Marksteinschutzfläche
Marksteinschutzfläche ist ein Begriff aus der Landesvermessung in den ehemaligen preußischen Gebieten Deutschlands. Es handelt sich um eine kreisrunde Fläche von ca. 2 m² Größe mit einem Radius von 0,8 m um einen trigonometrischen Punkt (TP) der I. oder II. Ordnung, die im Liegenschaftskataster als eigenständiges Flurstück gebildet und im Grundbuch als Eigentum des Trägers der Landestriangulation eingetragen wurde. Dieses erfolgte aufgrund der preußischen Gesetze über die Errichtung und Erhaltung von trigonometrischen Marksteinen vom 7. Oktober 1865, 7. April 1869, 3. Juni 1874 und des Gesetzes betreffend die Ergänzung der Gesetze über die Errichtung von Marksteinen vom 7. Oktober 1865 und vom 7. April 1869 vom 24. Mai 1901 (SGV.NRW). Zweck der Bildung dieser kleinen Flurstücke war der Schutz von trigonometrischen Punkten. Bereits mit dem Runderlass zur Rückübertragung des Eigentums an Marksteinschutzflächen des Reichsministeriums der Justiz vom 8. April 1941 wurde die Rückübertragung dieser Flächen an die umliegenden Eigentümer geregelt. Die verwaltungsaufwändige Regelung zu Marksteinschutzflächen wurde daher nach 1945 in den Bundesländern nicht mehr angewandt, auch weil mit den jeweiligen Vermessungsgesetzen eine hinreichende gesetzliche Schutzbestimmung für Vermessungspunkte ohne Eigentumsübertragung eingeführt wurde.

## Regelungen in den Bundesländern
Die einzelnen Bundesländer haben dazu unterschiedliche Regelungen getroffen.
Im Land Berlin hatte die Senatsverwaltung für Bauen, Wohnen und Verkehr die bezirklichen Vermessungsämter am 2. Dezember 1997 mit Rundschreiben darauf hingewiesen, dass Marksteinschutzflächen bedeutungslos geworden sind und dementsprechend aufgelöst werden sollen. Dennoch existieren auch im Jahr 2023 noch vereinzelt Flurstücke ehemaliger Marksteinschutzflächen.
Im Land Brandenburg existieren Marksteinschutzflächen noch, jedoch werden die im Eigentum des Landes stehenden Marksteinschutzflächen als entbehrlich angesehen und sie sollen auf Antrag Dritter durch das Landesvermessungsamt aufgegeben werden.
In der Hansestadt Hamburg existieren die Marksteinschutzflächen noch.
In Niedersachsen steht noch eine Vielzahl von Marksteinschutzflächen im Eigentum des Landes. Marksteinschutzflächen, die bei der Verlegung von TP überflüssig werden, werden an die Eigentümer der umgebenden Grundstücke rückübertragen. Das niedersächsische Vermessungs- und Katastergesetz vom 8. November 1961 führte für die trigonometrischen Punkte eine kreisförmige Schutzfläche von 2 m Durchmesser (bzw. 10 m Durchmesser bei den TP l. Ordnung) als öffentliche Last ein. Grundstückseigentümern steht eine Geldentschädigung dafür nur zu, wenn sie in der Nutzung ihres Grundstücks beeinträchtigt werden. Auch das aktuelle Niedersächsische Gesetz über das amtliche Vermessungswesen vom 12. Dezember 2002 erlaubt einen Schutz für Punkte des Landesbezugssystems in Form von Schutzflächen auf dem Grundstück. Derartige Schutzflächen können durch Verwaltungsakt festgelegt werden und dürfen nicht überbaut, abgetragen oder sonst verändert werden.
Im Saarland wurden bis 1945 rund 280 Marksteinschutzflächen gebildet. Da die Marksteinschutzflächen im allgemeinen Grundstücksverkehr ein Hindernis darstellen können, wurde ihre Rückübertragung auf die Eigentümerinnen und Eigentümer der sie umgebenden Grundstücke angestrebt und dafür das saarländische Gesetz über die Rückführung der Marksteinschutzflächen vom 21. November 2007 erlassen. Direkt mit Inkrafttreten dieses Gesetzes ging das bisherige Eigentum des Saarlandes an den im Grundbuch eingetragenen Marksteinschutzflächen auf die Eigentümerinnen und Eigentümer der durch die Überlassung der Marksteinschutzflächen verkleinerten Grundstücke über und das Grundbuch ist zu berichtigen. Ist das Eigentum an einer im Liegenschaftskataster nachgewiesenen Marksteinschutzfläche nicht auf das Saarland übergegangen, ist die Bildung der Marksteinschutzfläche im Liegenschaftskataster von Amts wegen kostenfrei rückgängig zu machen, d. h. das Marksteinschutzflächenflurstück ist mit dem Nachbarflurstück zu verschmelzen.
In Thüringen regeln die §§ 26 und 27 des Thüringer Vermessungs- und Geoinformationsgesetzes (ThürVermGeoG) vom 16. Dezember 2008 die Rückführung und Auflösung der Marksteinschutzflächen. Mit Inkrafttreten dieses Gesetzes ging das Eigentum an den Marksteinschutzflächen unentgeltlich auf die Eigentümer der durch die Überlassung der Marksteinschutzflächen verkleinerten Flurstücke über und das Grundbuch ist von Amts wegen zu berichtigen. Ist das Eigentum an einer im Liegenschaftskataster nachgewiesenen Marksteinschutzfläche nicht auf den Freistaat Thüringen übergegangen, ist die Bildung der Marksteinschutzfläche im Liegenschaftskataster von Amts wegen rückgängig zu machen, d. h. das Marksteinschutzflächenflurstück ist mit dem Nachbarflurstück zu verschmelzen.

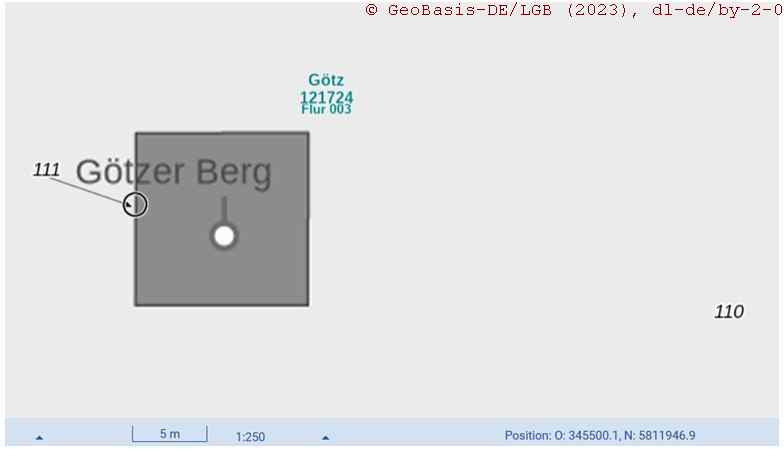
Beispiel für ein Marksteinschutzflächenflurstück (111) am TP Götzer Berg im Land Brandenburg (Auszug aus der amtlichen Liegenschaftskarte/ALKIS [2023])
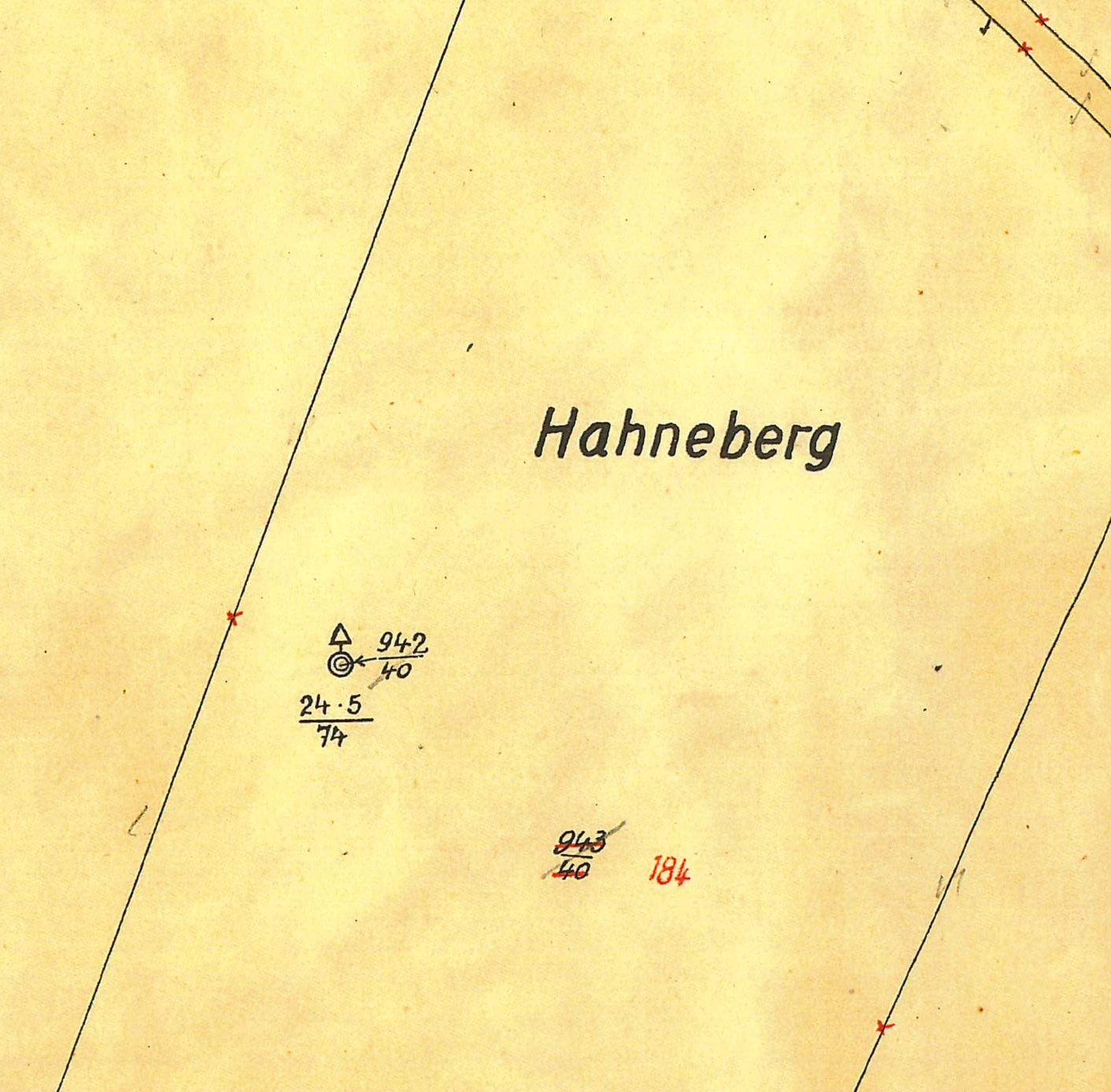
Auszug aus einer historischen Flurkarte für die Gemarkung Staaken in Berlin-Spandau mit Darstellung eines Marksteinschutzflächenflurstücks (942/40)
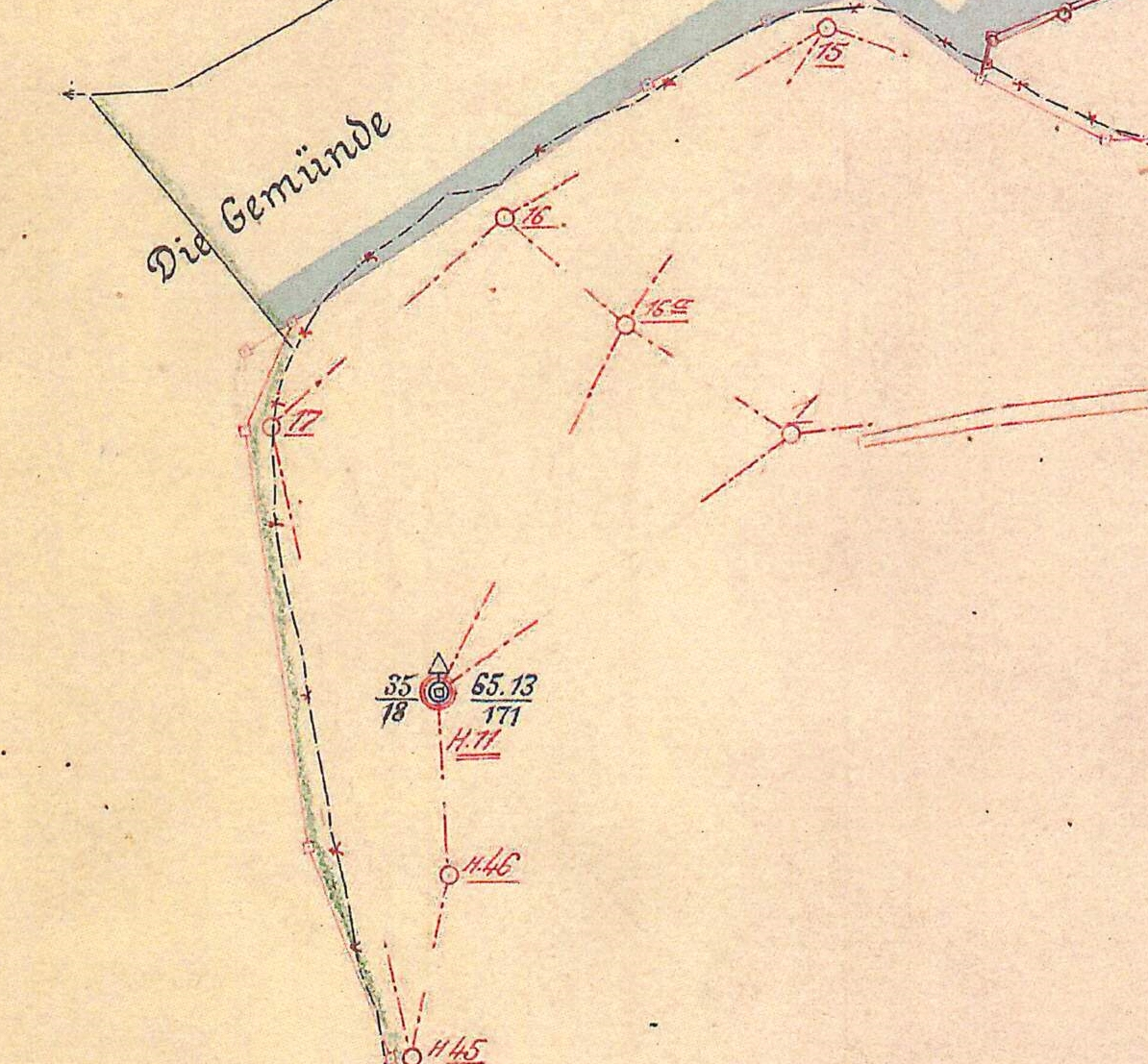
Auszug aus einer historischen Ergänzungskarte 36A von 1913 für die Gemarkung Pichelswerder in Berlin-Spandau mit Darstellung eines Marksteinschutzflächenflurstücks (35/18)